# Milovan Sikimić
Milovan Sikimic est un footballeur serbe né le 25 octobre 1980 à Smederevo. Il joue au poste de défenseur central.

## Biographie
Né à Smederevo, Sikimic commence sa carrière de footballeur dans le club local. Ne s'affirmant pas comme un titulaire, le club décide de le prêter au OFK Mladenovac en 2001, où il s'impose comme le patron de la défense. Dès son retour, le club français de Guingamp, alors club de Ligue 1 et qui compte dans ses rangs Didier Drogba et Florent Malouda pense à lui pour compléter leur charnière centrale. Il s'engage alors avec le club breton. La saison 2002-2003 s'avèrera particulièrement réussie pour Guinguamp : le club décroche la 7e place du championnat à 6 points de Lyon, champion. Sur un plan personnel, Sikimic commence à s'imposer comme titulaire dans la défense. Mais le déclic se produira la saison suivante lors du départ de Nestor Fabbri, le serbe marque 2 fois malgré la descente du club en Ligue 2.
Les saisons suivantes furent plutôt mitigées puisque le club accumule les places dans le ventre mou du classement malgré ses ambitions initiales de montée. Mais Sikimic continue d'être dans le onze de départ et porte même parfois le brassard de capitaine. En 2007, il décide quitter la France et de retourner dans son pays d'origine, la Serbie et plus précisément le Partizan Belgrade. Lors de sa première saison avec le club de Belgrade, il joue les 5 premiers matchs de la saison avant de se blesser gravement au genou : Sa saison est finie. La saison suivante ne s'annonce pas mieux puisqu'il rechute après deux matchs. Finalement, il n'aura disputé qu'une dizaine de matchs avec le Partizan Belgrade quand il rejoint le RC Strasbourg en 2009. Le club alsacien l'embauche pour qu'il forme la charnière centrale avec Steven Pelé. Mais sa poignée de matchs joués en 2 ans ne lui permet pas de revenir immédiatement au niveau qui était le sien à Guingamp. Peu à peu, il retrouve le rythme mais ne peut empêcher la relégation de Strasbourg en National. Alors qu'il était pressenti pour quitter le club, "Captain Milo" choisit de rester pour aider le RC Strasbourg à remonter en Ligue 2, mais n'y parvient pas. À la suite de la liquidation judiciaire du club, il est libre de tout contrat. Plusieurs clubs de National s'intéressent à lui mais il rejoint finalement son ancien coéquipier Stéphane Noro à l'Apollon Limassol. Il résiliera son contrat en décembre 2011 après avoir joué 6 matchs (456 minutes) seulement dans le championnat chypriote.
Le 13 décembre 2011, il signe un contrat pour 4 ans et demi avec le RC Strasbourg pour rejoindre le club pour la 2e partie de saison en CFA2, dans le projet de reconstruction du club sur le long terme. Au soir du jeudi 12 janvier 2012, la Fédération française de football annonce au club alsacien qu'il est enfin qualifié et joue son premier match le 14 janvier lors de la victoire du RCS à Chaumont (3-0).

## Carrière
- 2001 : Sartid Smederevo ( RF Yougoslavie)
- 2001-2002 : OFK Mladenovac ( RF Yougoslavie)
- 2002-2007 : EA Guingamp ( France)
- 2007-2009 : Partizan Belgrade ( Serbie)
- 2009- 2011 : RC Strasbourg ( France)
- Juillet 2011- Décembre 2011 : Apollon Limassol ( Chypre)
- Décembre 2011 - Octobre 2015 : RC Strasbourg ( France)
- Depuis 2015 - FC Mulhouse ( France)

## Statistiques détaillées
| Club              | Saison         | Championnat | Championnat | Coupe | Coupe | Coupe de la Ligue | Coupe de la Ligue | Coupes européennes | Coupes européennes | Total | Total |
| Club              | Saison         | App.        | Buts        | App.  | Buts  | App.              | Buts              | App.               | Buts               | App.  | Buts  |
| ----------------- | -------------- | ----------- | ----------- | ----- | ----- | ----------------- | ----------------- | ------------------ | ------------------ | ----- | ----- |
| Guingamp          | 2002–03        | 20          | 0           | 1     | 0     | 1                 | 0                 | 0                  | 0                  | 22    | 0     |
| Guingamp          | 2003–04        | 26          | 2           | 1     | 0     | 0                 | 0                 | 2                  | 0                  | 29    | 2     |
| Guingamp          | 2004–05        | 36          | 1           | 0     | 0     | 2                 | 2                 | 0                  | 0                  | 38    | 3     |
| Guingamp          | 2005–06        | 34          | 2           | 0     | 0     | 4                 | 2                 | 0                  | 0                  | 38    | 4     |
| Guingamp          | 2006–07        | 32          | 0           | 1     | 0     | 1                 | 0                 | 0                  | 0                  | 34    | 0     |
| Guingamp          | Total          | 148         | 5           | 3     | 0     | 8                 | 4                 | 2                  | 0                  | 161   | 9     |
| Partizan Belgrade | 2007–08        | 5           | 0           | 1     | 0     | –                 | –                 | 1                  | 0                  | 7     | 0     |
| Partizan Belgrade | 2008–09        | 2           | 0           | 1     | 0     | –                 | –                 | 2                  | 0                  | 5     | 0     |
| Partizan Belgrade | Total          | 7           | 0           | 2     | 0     | –                 | –                 | 3                  | 0                  | 12    | 0     |
| Strasbourg        | 2009–10        | 27          | 2           | 1     | 0     | 1                 | 0                 | 0                  | 0                  | 29    | 2     |
| Strasbourg        | 2010–11        | 37          | 1           | 1     | 0     | 1                 | 0                 | 0                  | 0                  | 39    | 2     |
| Strasbourg        | Total          | 64          | 3           | 2     | 0     | 2                 | 0                 | 0                  | 0                  | 68    | 3     |
| Apollon Limassol  | 2011           | 6           | 0           | 0     | 0     | –                 | –                 | 0                  | 0                  | 6     | 0     |
| Apollon Limassol  | Total          | 6           | 0           | 0     | 0     | –                 | –                 | 0                  | 0                  | 6     | 0     |
| Strasbourg        | 2011-12        | 17          | 0           | 0     | 0     | –                 | –                 | –                  | –                  | 17    | 0     |
| Strasbourg        | 2012-13        | 28          | 2           | 4     | 0     | –                 | –                 | –                  | –                  | 32    | 2     |
| Strasbourg        | 2013–14        | 2           | 1           | 0     | 0     | –                 | –                 | –                  | –                  | 2     | 1     |
| Strasbourg        | Total          | 47          | 3           | 4     | 0     | –                 | –                 | –                  | –                  | 51    | 3     |
| Total carrière    | Total carrière | 272         | 11          | 11    | 0     | 10                | 4                 | 5                  | 0                  | 298   | 15    |

## Palmarès
- Avec le Partizan Belgrade  :
  - Champion de Serbie 2008 et 2009
  - Vainqueur de la Coupe de Serbie 2008 et 2009